# Нижний Тимерлек
Нижний Тимерлек (тат. Түбән Тегермәнлек) — село в Рыбно-Слободском районе Республики Татарстан. Административный центр Нижнетимерлекского сельского поселения.
Расположено на реке Сула (правый приток реки Суша), в 21 км к северо-востоку от поселка городского типа Рыбная Слобода.

## История
Основано не позднее 1565-67 гг. переселенцами из деревни Верхний Тимерлек. В XVIII — 1-й половине XIX веков жители относились к категории государственных крестьян. Занимались земледелием, разведением скота. В начале XX века в Нижнем Тимерлеке функционировали мечеть, мектеб, мельница, 11 мелочных лавок. В этот период земельный надел сел. общины составлял 1745 десятин.
По сведениям переписи 1897 года, в деревне Нижние Темерлики Лаишевского уезда Казанской губернии жили 979 человек (468 мужчин и 511 женщин), из них 975 мусульман.
До 1920 года село входило в Урахчинскую волость Лаишевского уезда Казанской губернии. С 1920 года в составе Лаишевского кантона Татарской АССР. С 1927 года в Рыбно-Слободском, с 1935 года в Кзыл-Юлдузском районах. В 1963—1965 годах в связи с ликвидацией Рыбно-Слободского района входил в состав Мамадышского района. С 1965 года вновь вошел в состав Рыбно-Слободского района.

## Население
| 1859 | 1897 | 1908 | 1920 | 1926 | 1938 | 1949 | 1958 | 1970 | 1989 | 2002 | 2012 |
| ---- | ---- | ---- | ---- | ---- | ---- | ---- | ---- | ---- | ---- | ---- | ---- |
| 713  | 1672 | 1375 | 1311 | 784  | 1377 | 979  | 860  | 1168 | 599  | 556  | 484  |

## Известные личности
- Шавалиев Барый Ганиевич (1925—1944), участник Великой Отечественной войны, гвардии сержант, командир отделения 95-го стрелкового полка 31-й стрелковой дивизии. Награжден орденами Красного Знамени, Отечественной войны 2-й степени (посмертно). В честь Шавалиева Б. Г. названа улица в Советском районе Казани[4][5].
- Ягудин Ахметвагиз Ахмиевич (1936), заслуженный строитель Татарской АССР (1986), заслуженный строитель РСФСР (1985), почетный гражданин г. Нижнекамска (2016), почетный гражданин Рыбно-Слободского муниципального района (2016). Награждён Орденами «Октябрьской Революции» (1986), «Знак Почёта» (1977), медалями «За трудовое отличие» (1971), «За доблестный труд» (1966)[6][7].